# Гайді (фільм, 1993)
«Гайді» — кінофільм режисера Майкл Рей Родс, що вийшов на екрани в 1993 році.

## Синопсис
Гайді рано втратила батьків. Її вихованням зайнялася тітка. У 8 років вона віддала дівчинку дідусеві. Він був украй недружелюбно налаштований до своєї нової підопічної, проте з часом пом'якшав і навіть полюбив свою онуку. І самій Хайді подобалося гуляти на гірських теренах разом зі знайденими там друзями. Та цьому життю прийшов кінець, коли повернулася тітка і заявила, що відтепер її племінниця стане компаньйонкою для багатої дівчинки-інваліда, тому повинна негайно покинути місце, яке могло стати її новим будинком.

## У роляхл
| Актор            | Роль  |
| ---------------- | ----- |
| Ноулі Торнтон    | Гайді |
| Джейсон Робардс  | -     |
| Джейн Сеймур     | -     |
| Патриція Ніл     | -     |
| Шан Філліпс      | -     |
| Лексі Рендалл    | -     |
| Джейн Газлеґроув | -     |
| Ендрю Бікнелл    | -     |
| Бен Брейзіер     | -     |
| Бейзіл Госкінс   | -     |

## Творча група
- Режисер — Майкл Рей Родс
- Сценарист — Жанна Розенберг, Джоанна Спірі
- Продюсер — Френк Аґрама[en], Нік Гіллотт, Даніель Лорензана
- Композитор — Лі Голдрідж